# 家养动物

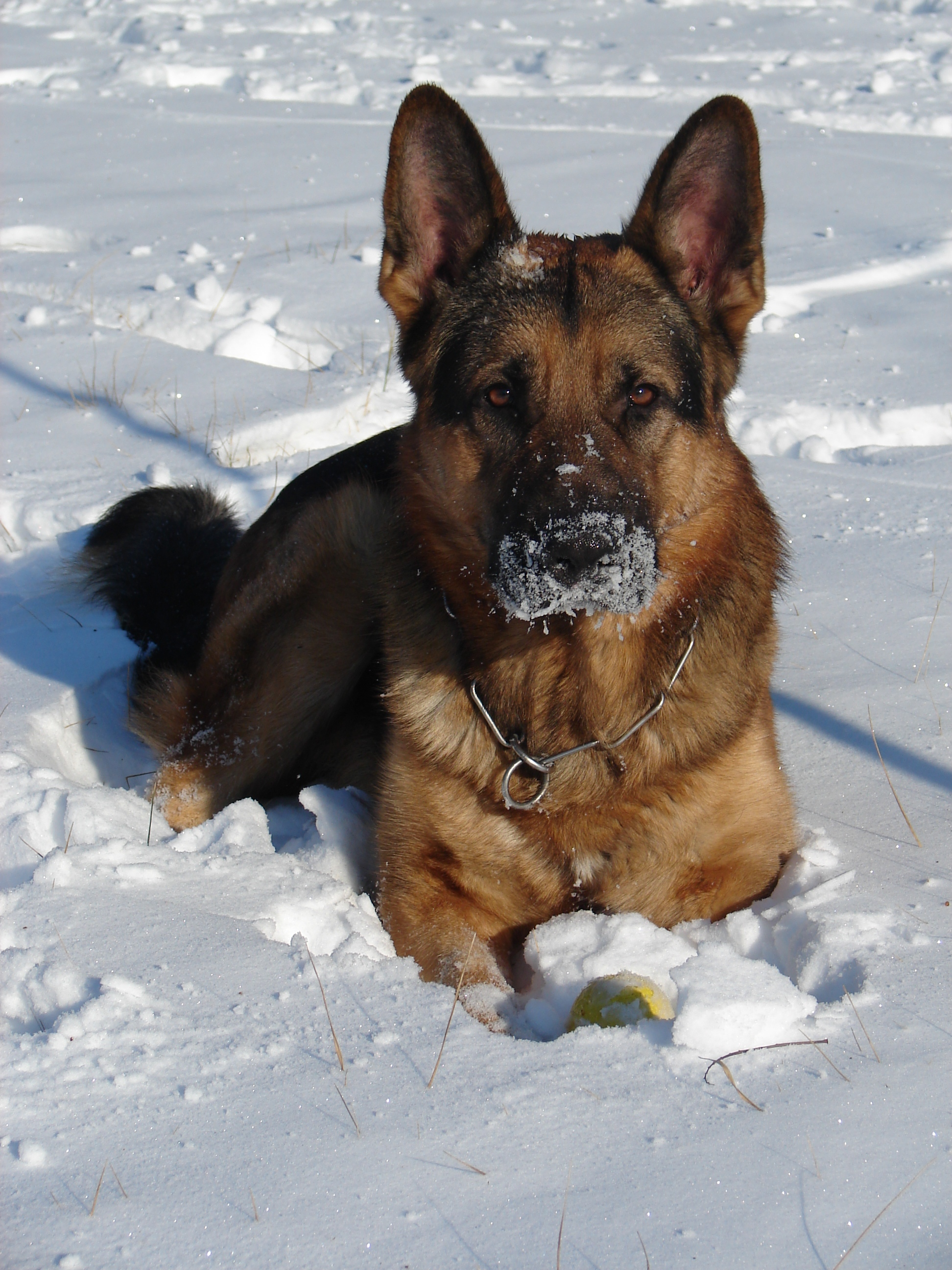
德國牧羊犬

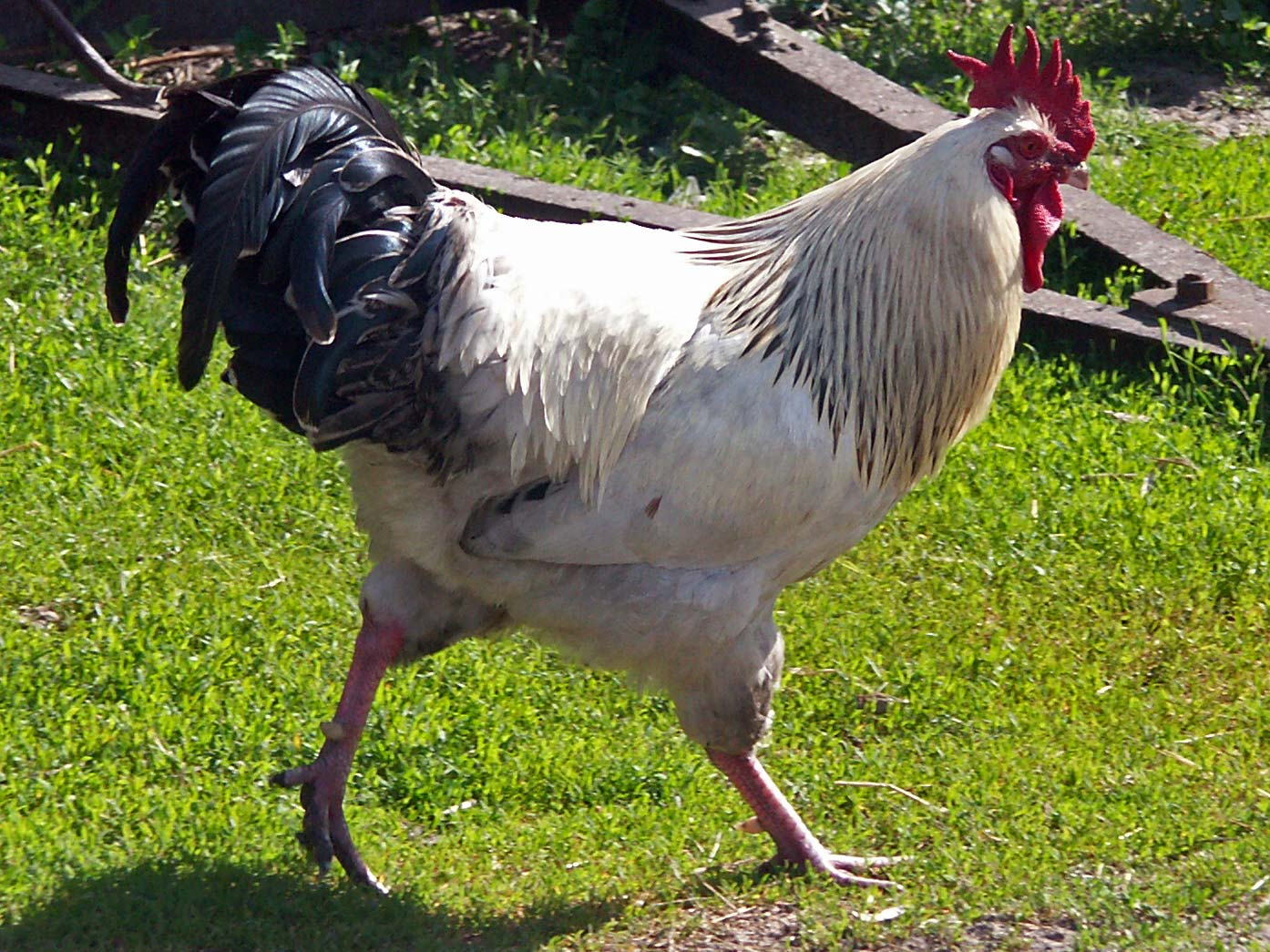
萨塞克斯鸡

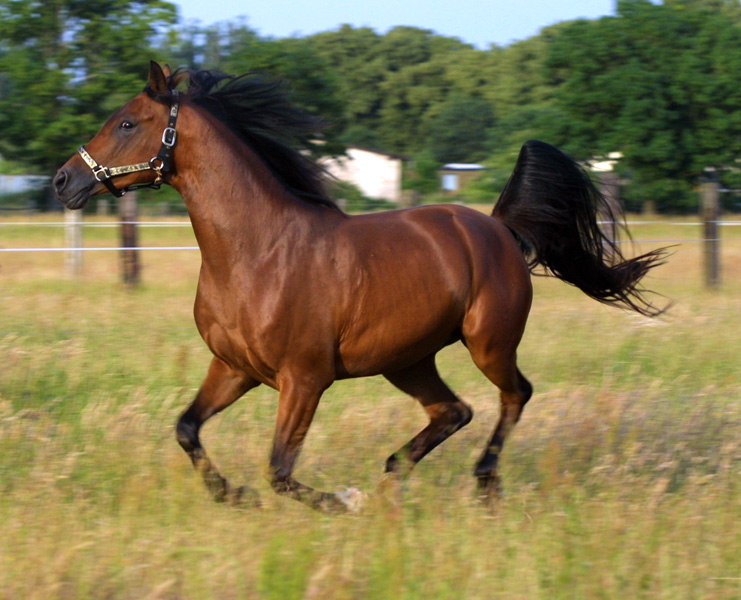
阿拉伯馬

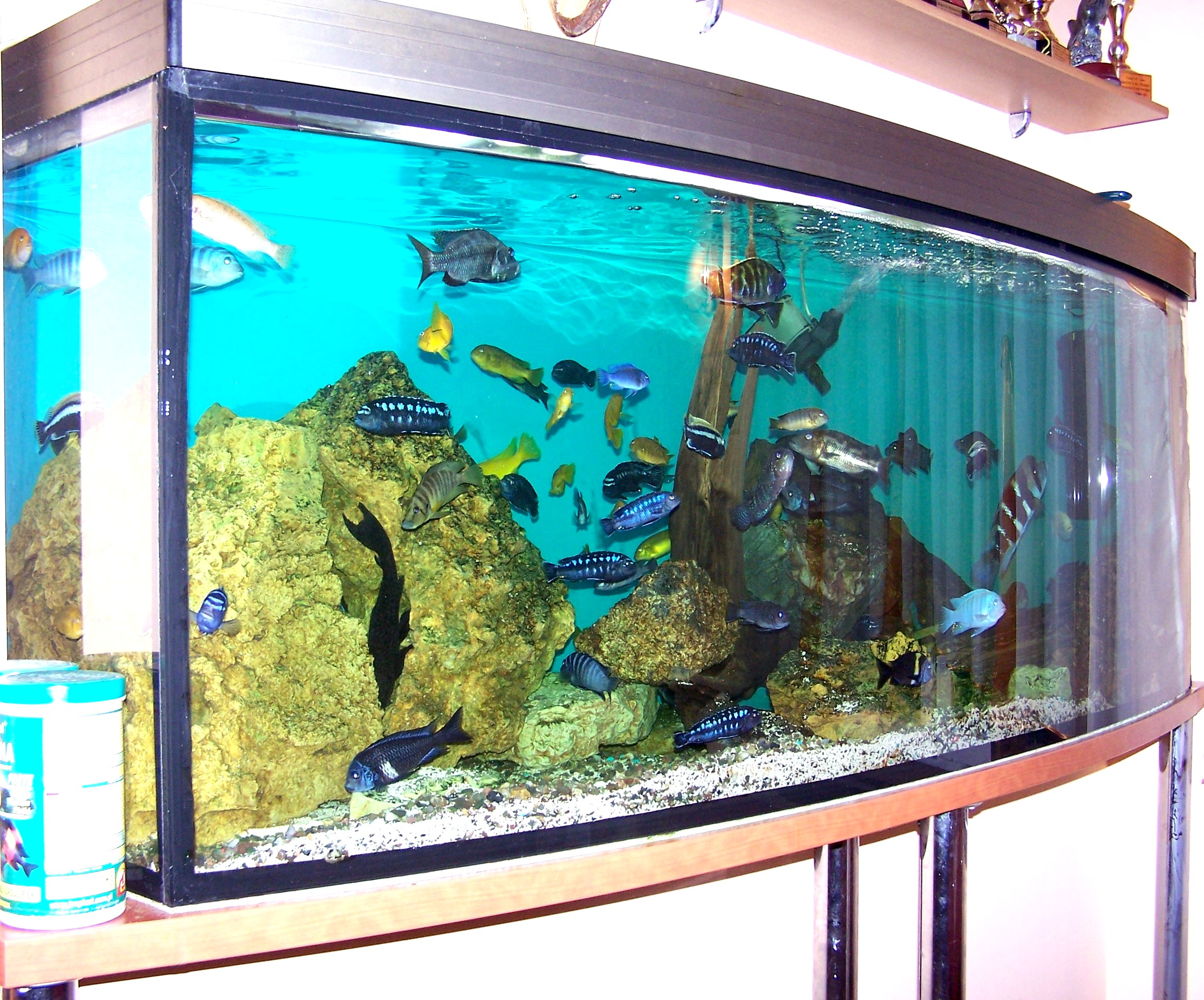
觀賞魚

家养动物或驯养动物是由野生动物经驯化而来的动物种类。它们因实用（例如作为家畜或用于科学目的）或娱乐（作为宠物）之目的而被人类饲养。